# Cine de India

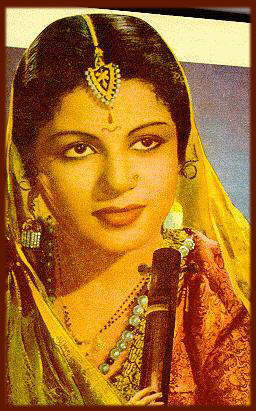
La actriz M. S. Subbulakshmi en Meera, 1944.

La industria del cine de la India es la más importante del mundo en términos numéricos en cuanto al volumen de largometrajes y cortometrajes anuales. La India contabiliza el 73 % de los ingresos por la edición de películas en la zona de Asia-Pacífico. Los indios son los ciudadanos del mundo que más acuden al cine, con cifras récord que han alcanzado los mil millones de personas en tres meses, índice favorecido por el ínfimo coste de las entradas, que apenas alcanza los 17 céntimos de euro por persona (0,20 dólares estadounidenses). A su vez, en los últimos años, el cine indio se ha extendido al resto del mundo con algunos éxitos, sobre todo en países con un gran número de ciudadanos indios inmigrantes.
Aunque los hermanos Lumière visitaron por vez primera la India en 1896, no sería hasta 1913 cuando se produjo y editó la primera película autóctona digna de mencionarse, Harishandra, dirigida por Dadasaheb Phalke, sobre un tema mitológico que se ha convertido, hasta la actualidad, en la temática central del cine indio.
La industria cinematográfica india ha sido conocida en Occidente de manera reciente, pero ya en los años 30 el número de películas superaba el centenar por año. Con la aparición del cine sonoro en 1931 (Alam Ara), las productoras se instalaron en distintos lugares, en relación con las lenguas: Bombay (para el hindí, conocido popularmente como Bollywood), Tollygunge (para el cine en bengalí), Kerala (en Malayalam, conocido como Mollywood), Kodambakkam (en tamil, conocido como Kollywood), Madras y Calcuta. No obstante, el hindí representaba la mayoría de la producción, con el 83 % de las películas, aunque en la actualidad solo alcanza el 29 %.
La temática transcurría desde lo mitológico hasta las historias de amor tradicionales, todo ello rodeado de bailes y danzas tradicionales en un modelo de musical propio. No obstante, algunos directores, como K. A. Abbas (Los hijos de la tierra, 1946), manifestaron sus preocupaciones sociales, coincidiendo con el proceso de independencia de la India.
Hubo que esperar a 1954, ya como estado independiente, para que se viera la primera película sonora india no musical (Munna, de K. A. Abbas). Los primeros directores de cine reconocidos internacionalmente fueron Satyajit Ray (bengalí), Shekhar Kapur y Mrinal Sen.
El cine indio, además de recibir la influencias propias de su cultura, ha sido capaz de influir en el musical en lengua inglesa, en figuras tales como Andrew Lloyd Webber o Baz Luhrmann.

## Cine actual

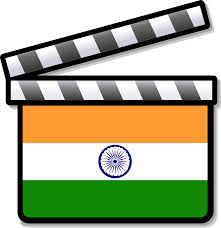
Logo de cine indio usado en algunas comunidades.

### Primeras películas comerciales
En la década de los 90, el cine de la India dio un giro y se volvió mucho más humilde y accesible para todas las personas, reflejando la totalidad de la sociedad india. Adopta en este momento el lenguaje propio del cine occidental. Hasta entonces, el formato del cine popular indio constaba de diálogos muy dramatizados que se intercalaban con números musicales. El primero en orientar el cine de la India hacia lo comercial fue Joshiy en los años 80 con películas como Moorkha (1980). Otro de los pioneros más destacados es Priyadarshan, quien da sus primeros pasos con la comedia y acaba triunfando con películas sentimentales, aunque siempre con un cierto toque humorístico. Colabora en varias ocasiones con el famoso actor y productor Mohanlal, creando algunas de las películas más exitosas de la India como por ejemplo Thalavattam (1986) o Kaalapani (1995). Su carrera es una de las más longevas de la historia del cine hindú, ya que discurre a lo largo de 3 décadas en las que se introducen muchos cambios. Otro director destacado es Fazil, quien creó un estilo propio y, a diferencia de otros directores de esta época, no trabajó con estrellas del cine más comercial. Lo que hizo fue introducir en la industria a nuevos directores y actores que posteriormente se convertirían en estrellas, siendo Mohanlal uno de ellos. La película que llevó a la fama tanto a Fazil como a Mohanlal fue Manjil Virinja Pookkal (1980). Ésta y muchas otras películas suyas marcaron tendencia en los 80 y 90. Kamaluddin Mohammed Majeed, conocido como Kamal, es el responsable de la mayor parte de los éxitos comerciales del cine hindú.

### Nuevos géneros
La llegada de la televisión por cable supone una amenaza para las salas de cine. En esta época se hacen visibles en las películas las influencias exteriores a los estudios cinematográficos. A finales de los 90 y principios del siglo XXI empiezan a surgir nuevos géneros. Uno de los más notables es el llamado “soft-porno” o “Shakeela-films”, que consiste buscar tramas que justifiquen la aparición de escenas sexuales. Este género tuvo mucho éxito porque hasta entonces el sexo había sido radicalmente censurado y un tema tabú en cualquier ámbito de la sociedad. Surge en esta época también lo que se llama el “cine paralelo” que incluye argumentos más serios que invitan a reflexionar y debatir sobre temas sociales. Su característica principal es que se aleja totalmente de los números musicales tan propios del cine de la India. Se inician también en esta época festivales de cine como el Festival Internacional de Kerala (IFFK por sus siglas en inglés), que comenzó en 1996 y hoy es uno de los más importantes celebrándose en el mes de diciembre de cada año a cargo de la Academia Kerala Chalachitra.

### Cine callejero
En contraposición a los grandes directores, aparecen cineastas aficionados que constituyen el llamado “cine callejero”. Sus producciones tienen un presupuesto muy bajo, todo lo contrario a las grandes producciones de Bollywood. Este tipo de cine no se proyecta en salas. En los barrios más pobres se empieza a popularizar el cine ambulante: un proyector que permite disfrutar del cine a los más pobres en la calle y a un precio muy bajo (1 o 2 rupias frente a las 50 rupias que costaba aproximadamente ver una película en una sala de cine). Las películas que se proyectan son comerciales y no solo de producción india. 
El cine tiene tanto éxito en este país que muchas personas empiezan a participar en películas de pequeños directores novatos por voluntad propia y sin recibir dinero a cambio. Uno de estos directores es Nasir, cuya labor consiste principalmente en hacer remakes de grandes éxitos internacionales del cine con actores no profesionales.
En conclusión se podría decir que el cine es fundamental en la India, más que en otros países occidentales. Sirve como medio de visibilidad para las clases más desfavorecidas, y esto es algo que no ocurre en el resto del mundo.